# Impatiens gardneriana
Impatiens gardneriana är en balsaminväxtart som beskrevs av Robert Wight. Impatiens gardneriana ingår i släktet balsaminer, och familjen balsaminväxter. Inga underarter finns listade i Catalogue of Life.